# チャージング・ブル
座標: 北緯40度42分20秒 西経74度00分48秒 / 北緯40.705576度 西経74.013421度
チャージング・ブル（英: Charging Bull）は、アメリカ合衆国ニューヨーク州ニューヨーク市マンハッタンのウォール街近くのボウリング・グリーンにある巨大な雄牛（ブル）の銅像である。ウォール・ストリート・ブル（Wall Street Bull）またはボウリング・グリーン・ブル（Bowling Green Bull）と呼ばれることもある。

## 概要

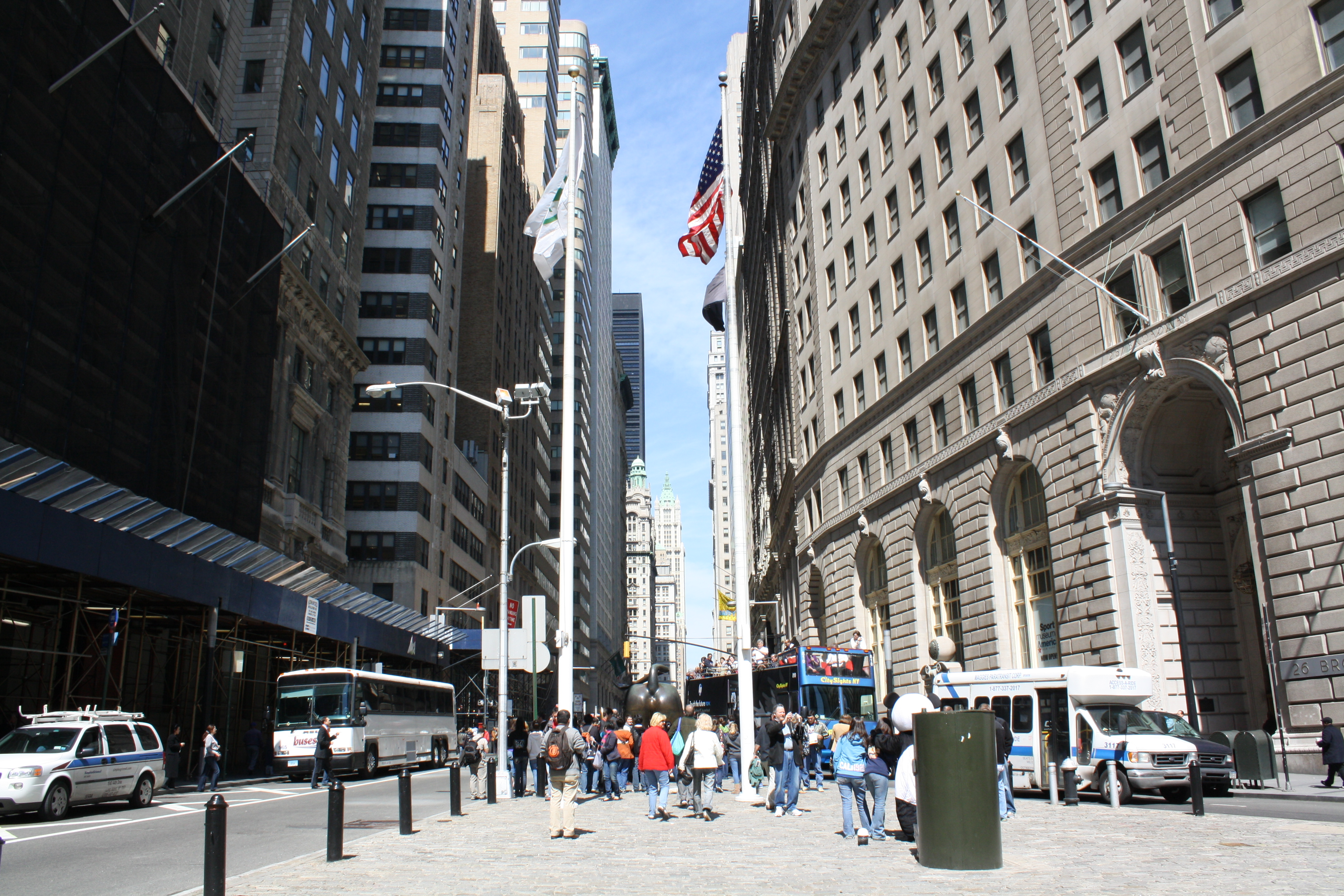
後ろから

この銅像はアルトゥーロ・ディ・モディカによって制作されたもので、重さは3,200-キログラム (7,100 lb)、高さは11フィート (3.4 m)で長さは16フィート (4.9 m)である。ブルは金融用語でブル・マーケット（アグレッシブで楽観的な繁盛市況・上昇相場）の象徴であり、この荒々しくエネルギッシュなブルの銅像は株式市場のエネルギー・力・不確かさを表している。体をひねり頭を下げ後ろ足に力を溜め今にもチャージ（体当たり・突撃）をするような体勢をとっており、表面のメタリックな質感はその猛々しさを強調している。この突き上げるようなブルの体勢には株価を上昇させるという願望も込められている。また見学者はこの彫刻に自由に近付くことができ、このことはこのブルの動きは何者からも制限を受けないことを意味している。この彫刻はウォール街および金融街のシンボルからひいてはニューヨークの新たな名所となり、観光スポットとして毎日数千人の人が訪れている。
制作者のディ・モディカはデイリーニューズの1998年のインタビューで、このブルは5つあるバージョンのうちの一つであり、他のバージョンのブルも世界のどこかに設置されることを望んでいると語った。2010年には上海版のチャージング・ブルであるバンド・ブルが設置され、2012年にはオランダ・アムステルダムのブールス・ファン・ベルラーヘにも別のバージョンが設置された。

## 製作と設置

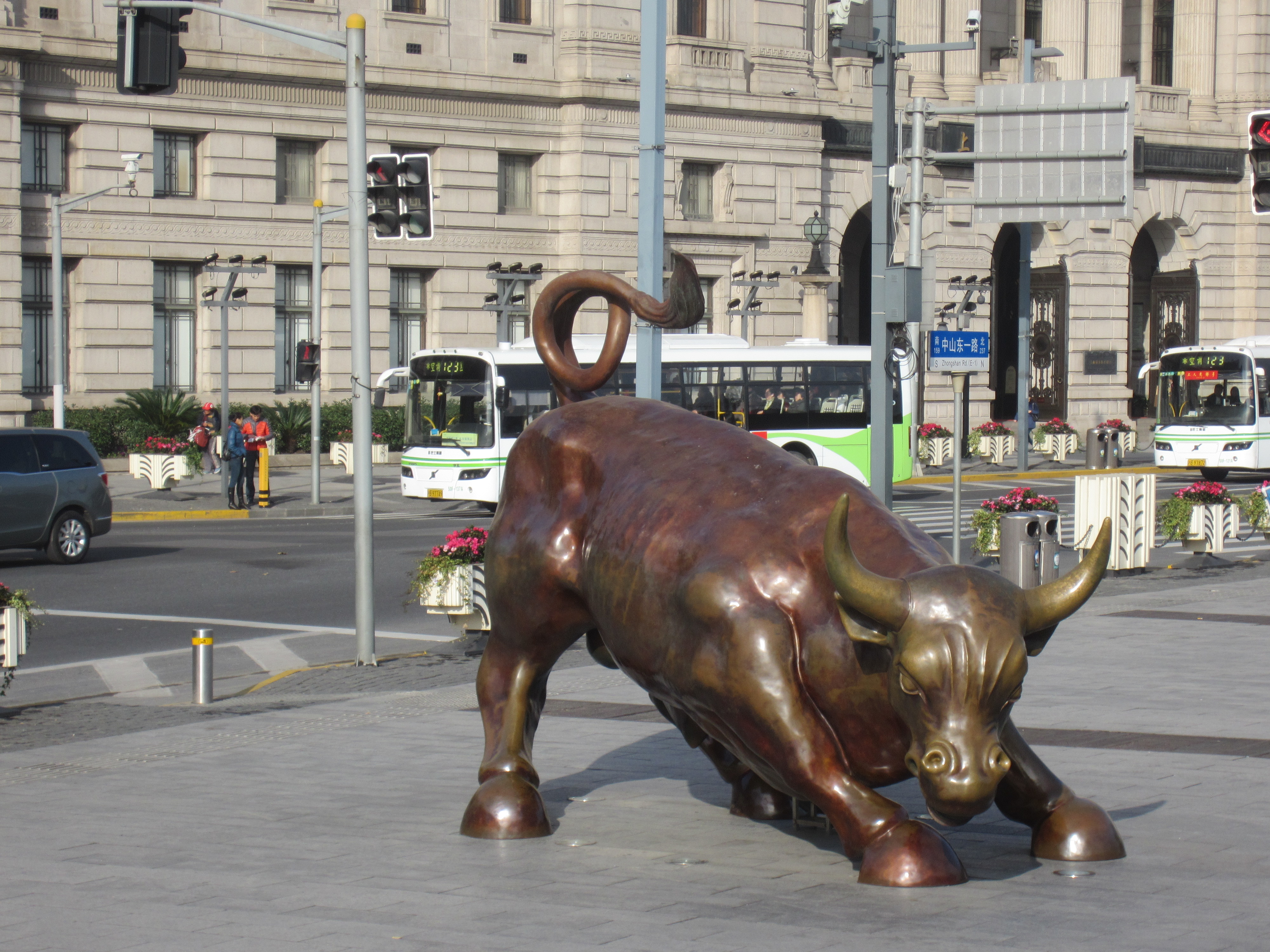
上海版チャージング・ブルであるバンド・ブル

ディ・モディカは製作に$360,000をかけており、1987年の株式大暴落いわゆるブラックマンデーを受けて「アメリカのパワーの象徴」を意味して作られた。このアイデアは制作者個人のものであり、ゲリラ・アートとして1989年12月15日にロウワー・マンハッタンのニューヨーク証券取引所の向かいのブロード・ストリートの中央にある60フィート (18 m)のクリスマスツリーの下に突然設置された。これはニューヨークの人々へのクリスマスプレゼントと銘打たれ、ディ・モディカはこの日この作品を説明したチラシをツリーの元に集まってくる群衆に配布し、多くの人々の賞賛と注目を受けた。
警察はこの銅像を押収しこの銅像は拘置されたが、人々の激しい抗議によりニューヨーク市公園・保養局はこの銅像を証券取引所から2つ南のボウリング・グリーンの広場に正式に設置することを決めた。この場所はブロードウェイに面している。

## 「恐れを知らぬ少女」像
2017年、チャージング・ブルに相対する位置に「恐れを知らぬ少女」像が期限限定で設置された。
この像は、働く女性の地位向上をアピールするものであったが、ディ・モディカの代理人らは、少女像が設置されたことにより雄牛像にこめた当初のメッセージが失われ、負の力や脅威の象徴としてゆがめられたとして批判を行った。また交通安全上の懸念もあったため、2018年11月からの少女像常設化に伴い、少女像はニューヨーク証券取引所ビルの向かいへ移設され、チャージング・ブルの前には少女像の足跡の銘板が設置された。